# 第41独立機械化旅団 (ウクライナ陸軍)
第41独立機械化旅団（だい41どくりつきかいかりょだん、ウクライナ語: 41 окрема механізована бригада
、略称：41 ОМБр）は、ウクライナ陸軍の旅団の一つ。第12軍団隷下で、2023年に新編された。

## 編制
2025年時点の編制は以下のとおりとなる。
- 旅団本部
  -  第32独立小銃大隊
  -  第40独立小銃大隊
  -  第410独立小銃大隊
  -  第1機械化大隊
  -  第2機械化大隊
  -  第3機械化大隊
  -  戦車大隊 - T-72AMT
  -  旅団砲兵群
    - 第1自走砲大隊
    - 第2自走砲大隊
    - ロケット砲兵隊
    - 対戦車隊
    - 目標捕捉隊

  -  無人システム大隊
  -  防空大隊
  -  偵察中隊
  -  工兵大隊
  -  兵站大隊
  -  通信中隊
  -  整備大隊
  -  レーダー中隊
  -  衛生中隊
  -  CBRN防護中隊